# فينيسيوس غويس
فينسيوس غويس باربوسا دي سوزا (بالبرتغالية: Vinícius Goes Barbosa de Souza‏) (مواليد 15 أبريل 1991)، المعروف ببساطة باسم فينسيوس، لاعب كرة قدم برازيلي يلعب مع نادي الجبيل السعودي كلاعب وسط هجومي.

## وصلات خارجية
- فينيسيوس غويس على موقع قاعدة بيانات كرة القدم.إي يو (الإنجليزية)
- فينيسيوس غويس على موقع Soccerway.com (الإنجليزية)
- فينيسيوس غويس على موقع عالم كرة القدم.نت (الإنجليزية)
- Vinícius  على سكروي